# Мостовинське сільське поселення
Мостови́нське сільське поселення — муніципальне утворення в складі Сарапульського району Удмуртії, Росія. Адміністративний центр — село Мостове.

## Історія
2016 року до складу поселення була включена територія ліквідованого Оленьєболотинського сільського поселення (присілки Лисово, Оленьє Болото, Степний).

## Населення
Населення становить 1891 особа (2019, 2026 у 2010, 1970 у 2002).

## Склад
До складу поселення входять такі населені пункти:
| Населений пункт         | Населення, осіб (2010) | Населення, осіб (2012) |
| ----------------------- | ---------------------- | ---------------------- |
| Забор'є, присілок       | 68                     | 66                     |
| Лисово, присілок        | 112                    | 116                    |
| Мостове, село           | 1209                   | 1269                   |
| Оленьє Болото, присілок | 394                    | 444                    |
| Стара Бісарка, присілок | 61                     | 33                     |
| Степний, присілок       | 126                    | 98                     |

В поселенні діють 2 школи, 2 садочки, 3 бібліотеки, 2 клуби, комплексний центр соціального обслуговування населення та 2 фельдшерсько-акушерських пункти.